# Костас Мандилор
Костас Мандилор (на английски: Costas Mandylor (роден на 3 септември 1965 г.) е австралийски актьор от гръцки произход. Най-известен е с ролите си на Кени в сериала „Зад оградата“ и Марк Хофман във филмовата поредица „Убийствен пъзел“.

## Личен живот
От 1997 до 2000 г. е женен за актрисата Талиса Сото. Брат му, Луис Мандилор, също е актьор.